# Modest Cuixart i Tàpies
Modest Cuixart i Tàpies   (Barcelona, 2 de novembre de 1925 - Palamós, 31 d'octubre de 2007) fou un pintor català. Es caracteritza per la seva experimentació, dins de l'art abstracte, tant amb la composició com amb diferents materials. Format dins del grup de Dau al Set, del qual fou cofundador, evolucionà amb un estil força personal fins a esdevenir una figura cabdal de l'art contemporani català.

## Biografia
Va néixer el 2 de novembre de 1925 a la ciutat de Barcelona, fill de Joan Cuixart, metge, i de Maria Tàpies. Era cosí del també pintor Antoni Tàpies. Als setze anys ja va començar a realitzar les seves primeres pintures i dibuixos a l'aquarel·la de tendència expressionista.

### Joventut
El 1944 va fer la seva primera participació en una exposició col·lectiva a Sant Celoni, on va guanyar el primer premi de dibuix. El mateix any va iniciar els estudis de Medicina, que abandonaria dos anys més tard per dedicar-se íntegrament a la pintura mitjançant el seu ingrés a l'Acadèmia Lliure de Pintura de Barcelona. El 1947 René Metras li va comprar les seves primeres obres.

### Dau al Set
L'any 1948 participà en la fundació del grup Dau al Set, la primera i més important manifestació de l'avantguardisme espanyol de postguerra, juntament amb Joan Brossa, Joan Ponç, Antoni Tàpies, Arnau Puig i Joan-Josep Tharrats. Al cap de poc de poc de crear-se el grup se'ls va unir el poeta Juan-Eduardo Cirlot.
En aquest moment passa a una etapa surrealista lligada a les imatges fantàstiques i oníriques de l'època del Dau al Set, amb una temàtica onírica on les imatges fantàstiques es mesclen amb símbols ambigus i, fins i tot, indesxifrables. Cap als anys 50 evoluciona cap a una pintura informalista i matèrica en què fa servir les tècniques del dripping (goteix) i el collage per acabar passant a una pintura en la que es va accentuar progressivament la figuració expressionista amb especial interès en la figura femenina i les imatges «eròtiques».
Del 2 al 22 d'octubre de 1948, Cuixart, juntament amb Maria Girona i Benet, Josep Hurtuna, Jordi Mercadé i Farrés, Ramon Rogent i Perés, Albert Ràfols-Casamada, Josep Maria de Sucre i de Grau, Jacint Morera i Pujals, Francesc Todó Garcia, Pere Tort i Antoni Tàpies i Puig va participar en el Primer Saló d'Octubre a les Galeries Laietanes.
Amb Dau al Set el 1949 va fer la primera visita al taller de Joan Miró, a través de Joan Prats i Vallès; treballs de gravat amb Enric Tormo i Freixes, que edita les seves primeres realitzacions, i entra en relació amb l'escultor Àngel Ferrant i amb Mathias Goeritz. El setembre de 1950 fou convidat per l'Escola d'Altamira on conegué Willi Baumeister, Llorens Artigas, Alberto Sartoris, Luis Felipe Vivanco, Joan Teixidor, Eudald Serra i Ricardo Gullón. D'aquesta època, es troba obra al fons del Museu Abelló.
El 1955 forma part de l'efímer grup Taüll, juntament amb Joan Ponç, Josep Guinovart, Antoni Tàpies, Joan-Josep Tharrats, Jordi Mercadé i d'altres.

### París
L'any 1951 viatja a França. Li va ser concedida un beca per anar a París, i des d'aquesta ciutat, va viatjar per diversos països europeus, i es va traslladar a Lió, on entra en contacte amb el grup avantguardista d'aquesta ciutat. Va presentar a Barcelona, l'any 1957, les seves «construccions heteroplàstiques» que incorporaven a la tela tubs, cables i altres materials. És en aquest període quan s'obre una etapa de gran activitat expositiva nacional i internacional. Va assolir el màxim reconeixement internacional l'any 1959, en obtenir el Primer Premi Internacional de Pintura de la V Biennal de São Paulo (Brasil) —hi van quedar com a finalistes Francis Bacon i Alberto Burri— i el Premi de Pintura Abstracta de Lausana. Al principi dels anys seixanta va ser seleccionat per a exposicions d'art vanguardista al Museu Guggenheim de Nova York, i a la Tate Gallery de Londres, per a l'exposició L'objet al Museu de les Arts Decoratives de París, i també al Museu d'Art Modern de Nova York (MOMA) i a galeries d'Europa, els Estats Units, Japó i Pròxim Orient.

### Nens sense nom
A principi dels anys 60, Cuixart reintrodueix en la seva obra elements figuratius i s'acosta als plantejaments pop i neodadaistes. D'aquesta manera les figures exorcistes que emergeixen dels fons densos i les nines macabres, destrossades i cremades, enganxades en collage, formen part d'aquest període caracteritzat per l'aspecte tenebrós i destructiu. Finalment, la barroca i neomodernista figuració dels darrers anys ens ofereix presències sensuals i frívoles de dones en inquietants al·legories. L'any 1963 va provocar un gran impacte amb els tràgics Nens sense nom (sinistres composicions amb nines destrossades encolades amb tela) exposats a la galeria René Metras, peces que s'acompanyaven amb d'altres plenament tridimensionals basades en la manipulació d'objectes. Es tractava de la seva peculiar visió del neodadaista, del pop art i del nouveau réalisme.
Els anys 1963 i 1964 també realitza decorats i el vestuari per a El perro del hortelano (Lope de Vega) o Antígona (Sòfocles).

### Palafrugell

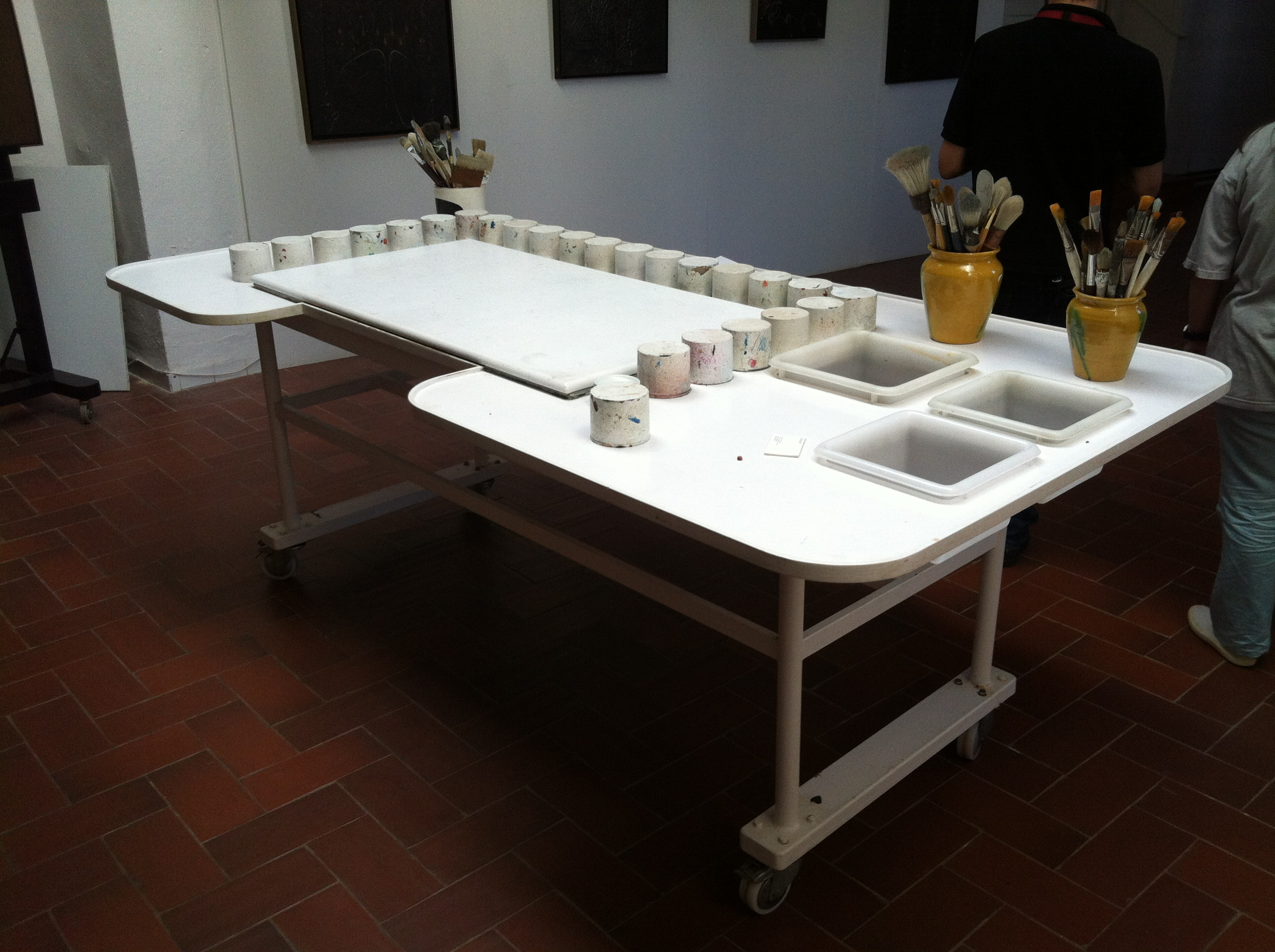
Taula de treball al seu taller de Palafrugell, actual seu de la Fundació Cuixart.

El 1971 s'estableix a Palafrugell, on coneixerà Josep Pla. Allí va iniciar una etapa de creativitat efusiva caracteritzada per una figuració que fluctuava entre el lirisme, el barroquisme i cert caire sinistre i que es va estendre fins a la fi dels anys vuitanta. Al llarg dels anys setanta va fer exposicions a nombroses capitals nacionals i internacionals com ara París, Madrid, São Paulo, Amsterdam, Tòquio, Basilea, Girona, Barcelona o Milà.
A la dècada dels 80 va participar en una exposició col·lectiva al Palau de la UNESCO de París, va rebre la Creu de Sant Jordi de la Generalitat de Catalunya i la Gran Creu d'Isabel la Catòlica. El 1988 va realitzar una exposició antològica al Japó, en dues ciutats diferents, Kobe i Tòquio.
El 1991 la Generalitat de Catalunya li va patrocinar una exposició antològica al Palau Robert de Barcelona titulada Cuxiart, obra recent i el 1995 va fer una altra exposició antològica al Centro Cultural de la Villa de Madrid amb motiu del seu setantè aniversari. El 1998 es va crear la Fundació Cuixart amb seu a Palafrugell. El 1994 esdevingué membre d'honor de la Reial Acadèmia Catalana de Belles Arts de Sant Jordi, a la que donà l'obra Fruit de Garbinor. El 1999 se li va concedir la Medalla d'Or al Mèrit en les Belles Arts del Ministeri de Cultura d'Espanya i el 2000 va rebre la medalla de mans del rei Joan Carles I. El 2002 es va inaugurar la plaça Modest Cuixart de Palafrugell i també es va inaugurar el Taller Cuixart BCN, seu i museu de la Fundació Cuixart a Barcelona.
La matinada del 31 d'octubre del 2007 morí a Palamós als vuitanta-un anys. L'Ajuntament de Palafrugell decretà tres dies de dol oficial. Al funeral van assistir, entre d'altres, el President de la Generalitat de Catalunya Jordi Pujol i el llavors conseller de Cultura Joan Manuel Tresserras. Les seves cendres reposen al cementiri de Palafrugell.

## Obra pictòrica
La pintura de Cuixart s'integra dins de l'expressionisme pictòric, evolucionant posteriorment vers l'art abstracte i finalment el denominat art informal. Les seves diferents etapes passen des del magicisme de Dau al Set de la darreria dels anys quaranta cap a mitjan anys cinquanta, a l'experimentació matèrica fins a mitjan anys seixanta, a l'informalisme fins a final dels setanta, a una tendència eròtica-màgica de la figura humana que durarà fins a la dècada dels noranta, quan comença una etapa d'introspecció i de fabulació en la naturalesa. Als inicis de la seva carrera va rebre influències de la resta de cofundadors de la revista Dau al Set. Més endavant, però, va començar un període d'experimentació, sense desvincular-se però del passat artístic, basant algunes de les seves obres en l'art romànic o el gòtic. Després del Dau al set va passar per diversos períodes estilístics:
- Etapa Dau al Set: La seva pintura d'aleshores es caracteritza per conjuminar un dibuix minuciós amb una temàtica onírica on les imatges fantàstiques es mesclen amb símbols ambigus i, fins i tot, indesxifrables.
- Informalisme: Quan, el 1955, torna de França, la pintura de Modest Cuixart evoluciona cap a l'informalisme tot utilitzant d'una manera reiterativa el collage i el dripping. Les seves cal·ligrafies lineals i els signes surrealistes característics de l'obra anterior conviuen, aleshores, amb unes textures lleugerament acolorides on predomina des de pols daurada o platejada, així com una predilecció per les tintes lleugeres, tot just perceptibles.
- Erotisme: A mitjan anys seixanta, accentua la seva tendència figurativa i se centra amb un interès especial en la figura femenina i en representacions eròtiques.
- Dones del barret: A partir del 1970, Cuixart es dedica al retrat de diferents personatges del món de l'art i la cultura, a través dels quals elabora una extensa tipologia humana en què la sumptuositat i el lirisme ocupen un lloc important. Un esment singular mereixen els seus bustos femenins, on combina el llanguiment característic de les imatges modernistes amb sinistres deformacions anatòmiques. A les últimes obres s'observa, al costat del preciosisme formal que caracteritza tota la seva trajectòria, un redescobriment del color i la matèria.[21]

La Biblioteca de Catalunya va adquirir l'any 2019 una part del fons de l'artista, composta per estampes, proves d'impressió, cartells i matriu xilogràfica i calcogràfica.

## Obres destacades
| - Fruits de capvespre. Pintura, 1991 - Insòlita damisel·la. Pintura, 1986 - Max Februs. Pintura, 1979 - Madelette. Pintura, 1979 - Part de Brunilda. Pintura, 1979 - Saphos. Pintura, 1979 - Saltorina. Pintura, 1979 - Rostre. Pintura, 1979 - Injusta advertència. Pintura, 1979 - Un dels savis de Vila Trista. Pintura, 1976 - Injusta mutilació a Bascuña. Pintura, 1976 - Estúpida víctima. Pintura, 1976 - Homenatge a Pompeu Fabra. Pintura, 1969 - Suite de Fando et Lys. Pintura, 1965 - Morfologia ondulante. Pintura, 1947 - Formes. Pintura, 1966 - El bodegón ilustre. Pintura, 1959 - Eteros. Pintura, 1960 | - Maternitat o la geometria del cor. Pintura, 1979 - Marion i el mar. Pintura, 1979 - Scorpy, Scorpium. Pintura, 1965 - La muntanya negra. Pintura, 1957 - Dama roixa. Pintura, 1953 - Sant Celoni. Pintura, 1942 - Rostre blanc. Pintura, 1954 - Retrat de J. C.. Pintura, 1969 - Marion. Pintura, 1969 - Circ. Pintura, 1950 - Composició del càntir. Pintura, 1949 - Paleta de pintor. Pintura, 1953 - Cavallista. Pintura, 1950 - Número 5. Collage/ dibuix/ material gràfic, 1954 - Sense títol. Original per a Dau al Set. Collage/ dibuix/ material gràfic, 1950 - El Pescallunes. Collage/ dibuix/ material gràfic, 1950 - Sèrie Nens sense nom |

## Exposicions destacades
| Any/s       | Espai                                 | Ciutat       | Descripció                                                      | Referència |
| ----------- | ------------------------------------- | ------------ | --------------------------------------------------------------- | ---------- |
| 1949        | Institut Francès                      | Barcelona    | Exposició Cobalto 49 (amb Ponç i Tàpies)                        |            |
| 1950        | Salón de los Once                     | Madrid       | Amb Dalí, Miró, Ponç i Tàpies                                   |            |
| 1950        | Galerias Sapi                         | Palma        |                                                                 |            |
| 1950        | Club 49                               | Barcelona    |                                                                 |            |
| 1950        | Hot Club                              | Barcelona    |                                                                 |            |
| 1951        | Sala Caralt                           | Barcelona    | Exposició Dau al Set                                            |            |
| 1951        | Cercle Beaux Arts                     | París        |                                                                 |            |
| 1955        | Museu de Mataró                       | Mataró       | Antológica 1946-1955                                            |            |
| 1955        | Galeries Laietanes                    | Barcelona    |                                                                 |            |
| 1955        | Amics de les Arts                     | Terrassa     |                                                                 |            |
| 1956        | Galeria Folklore                      | Lió          | Galeria de Marcel Michaud                                       |            |
| 1958        | Galerie René Drouin                   | París        | " Depaysages"                                                   |            |
| 1959        | Museo de Artes Decorativas            | París        |                                                                 |            |
| 1960        | Museo Nacional de Arte                | Buenos Aires |                                                                 |            |
| 1961        | Théatre de Champes Elysées            | París        |                                                                 |            |
| 1972        | Palau de Congresos i Exposiciones     | Madrid       |                                                                 |            |
| 1975 – 1976 | Dau al Set Galeria d'Art              | Barcelona    | CUIXART, Antològica 1942-1975                                   | [ 23 ]     |
| 1991 – 1992 | Palau Robert                          | Barcelona    | Exposició antològica Modest Cuixart                             | [ 24 ]     |
| 1998        | Arts Santa Mònica                     | Barcelona    | Per commemorar el cinquantè aniversari de Dau al Set            | [ 25 ]     |
| 1999 – 2000 | Museu d'Art Contemporani de Barcelona | Barcelona    | Dau al Set per commemorar el cinquantè aniversari de Dau al Set | [ 26 ]     |
| 2003        | Sala Verdaguer (Ateneu Barcelonès)    | Barcelona    | Cuixart. Ara                                                    | [ 25 ]     |
| 2006        | Museu d'Art de Girona                 | Girona       | Modest Cuixart: Cirurgia humana                                 | [ 27 ]     |
| 2007 – 2008 | Museu Can Mario                       | Palafrugell  | Modest Cuixart, el desig de la forma                            | [ 28 ]     |

## Premis i reconeixements

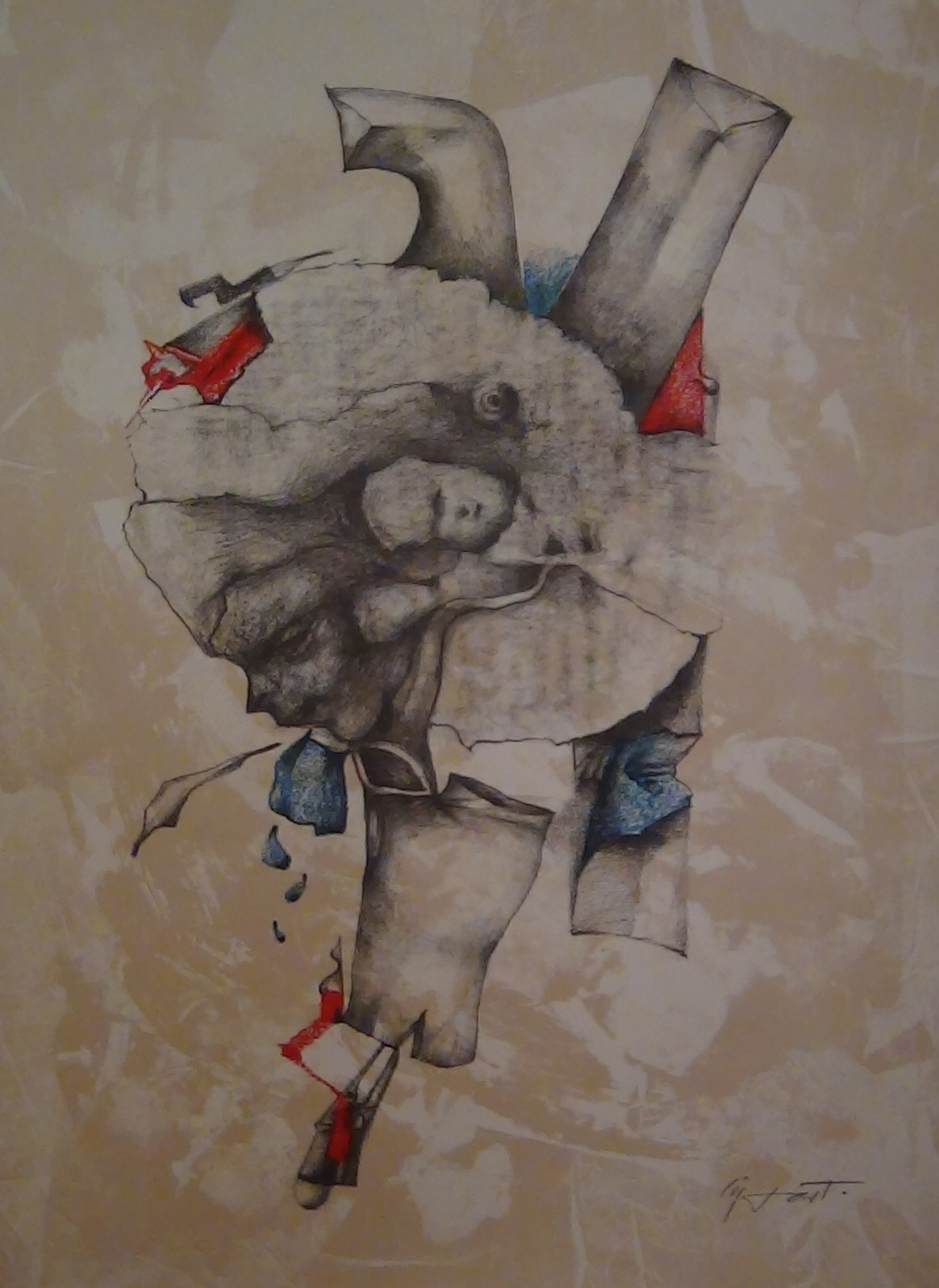
Obra de Modest Cuixart per al cartell d'un Congrés de Cardiologia celebrat a Barcelona (Fundació Cuixart)

- 1959: Cruz del Mérito Civil del Estado Español amb motiu de l'obtenció del Primer Premi de la V Biennal de São Paulo.
- 1982: Creu de Sant Jordi de la Generalitat de Catalunya.[19]
- 1983: Clau d'Or de la ciutat de Barcelona.[28]
- 1984: Encomienda de l'Orde d'Isabel la Catòlica amb motiu de l'exposició al Museo Español de Arte Contemporáneo.
- 1986: L'alcalde de la ciutat de Kobe (Japó) li fa entrega d'una medalla distintiva de la ciutat.
- 1994: Perpinyà li fa entrega de la medalla de la ciutat amb motiu de la seva exposició al Palau dels Reis de Mallorca.
- 1995: Arte Santander li concedeix la medalla d'Or a tota una vida dedicada a la creació artística.
- 1995: El Gremi d'Hosteleria de la Costa Brava Centre li concedeix el Timó d'Or per la seva tasca de promotor de la zona de l'Empordà.
- 2000: Medalla d'Or al Mèrit en les Belles Arts del Ministeri de Cultura d'Espanya.[19]
- 2001: Premi Eugeni d'Ors de l'Asociación Madrileña de Críticos de Arte.[29]
- 4 de març de 2006: Nomenament com a fill adoptiu de Palafrugell.[13]

## Llegat

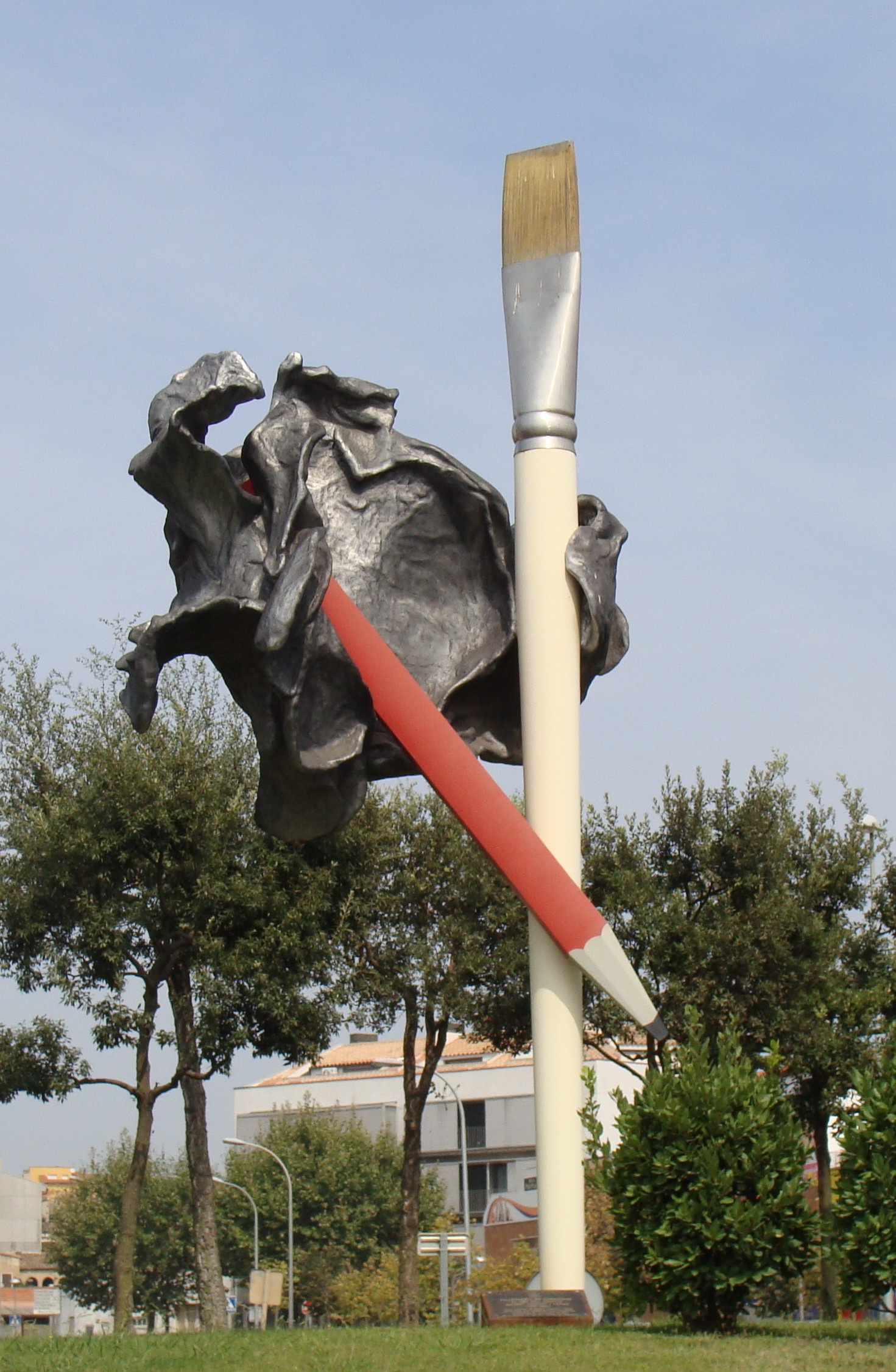
Plaça de Modest Cuixart, a Palafrugell

### Tasques filantròpiques
Modest Cuixart va destacar també per la seva tasca filantròpica. Una de les primeres donacions fetes per l'artista va ser amb motiu de la Festa Major de Llafranc de l'any 1970, oferint una pintura que va ser subhastada i fou adquirida per un valor de 70.000 pessetes, així com va fer donació de diverses litografies. També consta que l'any 1977 va cedir un quadre que es va rifar a la vetllada pro-asil per ajudar a fer reformes a la residència Verge de Montserrat de Palafrugell i el 1982 va donar un dels seus quadres al Museu-Arxiu de Palafrugell.
Durant les Festes de Primavera de l'any 1985 va oferir a casa seva una recepció a les Pubilles d'honor de les festes, tradició que es va mantenir fins un any després de la seva mort, encara que algú ha dit que es van allargar més. Amb motiu del 25è aniversari de la Coral Mestre Sirés, va fer la donació d'un quadre-collage que feia al·lusió al músic Pau Casals i aquest mateix any va cedir litografies al Futbol Club Palafrugell.
Diverses entitats van voler manifestar el seu agraïment per les aportacions que els havia fet i es van adherir a l'acte de lliurament del títol de Fill Adoptiu de Palafrugell el dia 4 de març de l'any 2006: Futbol Club Palafrugell, Fundació Oncolliga, Grup de Festes de Primavera, Coral Mestre Sirés, Escola Barceló Mates, Consell de Gent Gran, Penya Barcelonista, Coral Nit de Juny i Escola de Música, Institut Frederic Martí Carreres, Fundació Ernest Morató, Amics de l'oci, l'Esport de Palafrugell, Centre Fraternal, Associació d'Empresaris Surers, Unió d'Empresaris d'Hostaleria i Turisme Costa Brava Centre, Joventuts Musicals, Frederic Vila Casas, Fundació Josep Pla i Edicions Baix Empordà.

### Plaça i escultura de Modest Cuixart
L'any 2007, amb motiu del vuitantè aniversari de Modest Cuixart, Palafrugell va organitzar actes de reconeixement a la figura i obra d'aquest artista. Un dels actes que havia de presidir el dia 8 de maig de l'any 2008 era el de la inauguració d'una escultura dissenyada per ell mateix que va ser col·locada a una de les rodones de l'entrada principal de Palafrugell, però el traspàs a una altra vida el dia 31 d'octubre de l'any 2007 li va impedir fer-ho. L'escultura va ser feta al taller de Pere Casanovas, de Mataró, i era la reproducció d'una obra original feta pel pintor que anteriorment havia cedit al municipi.
L'escultura monumental feta a escala de la maqueta inicial, va ser realitzada al Taller d'escultura Pere Casanovas SCP de Mataró. Es tracta d'una peça de vuit metres d'alçada formada per tres components, un llapis, un pinzell i un drap. El pinzell emergeix del terra simbolitzat el costum que tenia Cuixart d'enterrar els seus pinzells després d'haver acomplert la funció pictòrica que les seves mans els havien ordenat.